# Bang on a Can
Bang on a Can es una organización multifacética de música clásica contemporánea con sede en Nueva York. Fue fundada en 1987 por tres compositores estadounidenses que siguen siendo sus directores artísticos: Julia Wolfe, David Lang y Michael Gordon. Llamado "el vehículo más importante del país para la promoción de música contemporánea" por el San Francisco Chronicle,  la organización se centra en la presentación de nueva música de concierto y ha presentado cientos de eventos musicales en todo el mundo. 

## Historia
Bang on a Can es una organización fundamentalmente conocida por sus conciertos maratónicos,  durante los cuales se interpreta una mezcla ecléctica de piezas en sucesión a lo largo de muchas horas mientras los miembros de la audiencia, a quienes se anima a mantener una actitud informal, son bienvenidos a entrar y salir cuando quieran. Para el vigésimo aniversario de sus Marathon Concerts, Bang on a Can presentó veintiséis horas de música ininterrumpida en el Winter Garden Atrium del World Financial Center en la ciudad de Nueva York.
Entre los primeros eventos organizados por Bang on a Can se encuentran las actuaciones de John Cage, los estrenos de las sinfonías épicas de Glenn Branca para guitarras eléctricas masivas y las óperas totalmente escenificadas de Harry Partch, con los instrumentos originales del compositor.
En 2002, Bang on a Can inició el Summer Institute of Music anual,  un programa en el Museo de Arte Contemporáneo de Massachusetts (MASS MoCA) para jóvenes compositores e intérpretes. A veces se hace referencia a este programa con el sobrenombre de "Banglewood" en referencia al cercano pero mucho más tradicional Festival de Música de Tanglewood .
Los tres directores artísticos colaboran ocasionalmente componiendo juntos grandes obras escénicas, a menudo sin revelar qué secciones compuso cada uno. Entre sus obras más destacadas se encuentran The Carbon Copy Building, una "ópera de cómics" con palabras y dibujos de Ben Katchor, ganador de la subvención MacArthur. En 2000 fue ganadora del Premio Obie a la Mejor Producción.  Lost Objets: un oratorio contemporáneo, con libreto de Deborah Artman . Es una fusión de música barroca y paisajes sonoros modernos, interpretada por el conjunto interpretada por el grupo Concerto Köln utilizando instrumentos originales, cuatro instrumentos electrónicos, tres vocalistas solistas, un coro y un remix en vivo generado por DJ Spooky .   The New Yorkers: un concierto multimedia en escena con contribuciones adicionales de cineastas y artistas visuales, entre ellos: Ben Katchor, Bill Morrison, Doug Aitken y William Wegman.
Bang on a Can ha encargado y estrenado piezas de compositores como Steve Reich, Terry Riley, Michael Nyman, John Adams, Somei Satoh, Iva Bittová, Roberto Carnevale, Ornette Coleman, Donnacha Dennehy y Bun-Ching Lam . En 1998, la organización inició el People's Commissioning Fund,  que busca apoyar la creación de nuevas composiciones musicales reuniendo donaciones de numerosos miembros-comisionados. Entre los compositores beneficiados por esta iniciativa se encuentran Miya Masaoka,  Matthew Shipp, Thurston Moore, Lukás Ligeti, Dave Longstreth,de Dirty Proyectores, Bryce Dessner,de The National, Nick Brooke,  Christian Marclay, Jóhann Jóhannsson, Paula Matthusen, Glenn Kotche, Ben Frost o Caroline Shaw. 
The Bang on a Can All-Stars es un sexteto amplificado formado por su organización matriz en 1992. Los All-Stars realizan giras internacionales y han recibido premios y reconocimiento público por su trabajo en el campo de la música clásica contemporánea .   La instrumentación de Bang on a Can All-Stars es clarinete, violonchelo, guitarra eléctrica, piano /teclado, percusión, contrabajo . Entre sus miembros se incluyen a Robert Black, Vicky Chow, David Cossin, Arlen Husklo, Mark Stewart y Ken Thomson.
Asphalt Orchestra es una banda compuesta por doce músicos. La presentación inaugural del conjunto tuvo lugar en 2009 en el festival Out of Doors del Lincoln Center, y contó con nuevas obras encargadas por Tyondai Braxton (del grupo de rock experimental Battles), Goran Bregovic, y Stew y Heidi Rodewald, junto con arreglos de canciones de Björk, Meshuggah, Mingus, Nancarrow y Frank Zappa. 
El New York Times calificó a los miembros de Asphalt Orchestra como "doce músicos de percusión y metales de primer nivel" y elogió su actuación como "fríamente brillante y contagiosa". 

### Found Sound Nation
Found Sound Nation (FSN), un proyecto independiente fundado en 2009 y producido por Bang on a Can, involucra a jóvenes en riesgo y comunidades subrepresentadas que producen proyectos originales de audio y vídeo en todo el mundo en entornos económicamente dispares. El trabajo de FSN enfatiza una forma móvil, accesible y colaborativa de grabar y producir música de calidad profesional, una técnica desarrollada combinando las tradiciones musicales artísticas de Bang on a Can con las tradiciones de música concreta, el hip hop y la composición contemporánea .   FSN ha liderado proyectos específicos en la ciudad de Nueva York, India, Zimbabwe, México, Italia, Suiza y Haití. En 2012, el proyecto recibió un premio del Departamento de Estado de Estados Unidos para producir OneBeat,  un intercambio musical internacional que reúne a músicos innovadores de todo el mundo para componer, producir e interpretar música original. 
Found Sound Nation fue cofundada por Christopher Marianetti y Jeremy Thal . El proyecto está dirigido por Marianetti, Thal y Elena Moon Park. 

## Grabaciones
Bang on a Can ha publicado grabaciones con las compañías discográficas Composers Recordings Inc. (CRI), Sony Classical, Point Music (Universal) y Nonesuch, pero ahora la mayoría de sus grabaciones se encuentran en su propio sello discográfico, Cantaloupe Music . Además de publicar obras de Gordon, Wolfe y Lang, el sello publica CD de música de compositores y grupos musicales afiliados a la organización, incluidos Evan Ziporyn, Phil Kline, Alarm Will Sound, Icebreaker, Ethel, Gutbucket, R. Luke DuBois. y Don Byron entre muchos, muchos otros.

### Discografía
- Bang on a Can Live, volume 1 (1992)
- Bang on a Can Live, volume 2 (1993)
- Bang on a Can Live, volume 3 (1994)
- Industry (1995)
- Cheating, Lying, Stealing (1996)
- Music for Airports (compuesta por Brian Eno) (1998)
- Renegade Heaven (2001)
- Lost Objects (2001)
- In C (compuesta por Terry Riley) (2001)
- Bang on a Can Classics (2002)
- Gigantic Dancing Human Machine (música de Louis Andriessen) (2003)
- ShadowBang (compuesta por Evan Ziporyn) (2003)
- Music in Fifths / Two Pages (compuesta por Philip Glass) (2004)
- Bang on a Can Meets Kyaw Kyaw Naing (2004)
- Elida (compuesta por Iva Bittová) (2005)
- A Ballad for Many (compuesta por Don Byron) (2006)
- The Essential Martin Bresnick (2006)
- The Carbon Copy Building (2007)
- Music for Airports (Live) (2008)
- Music from the Film (Untitled) (2009)
- Double Sextet / 2x5 (música de Steve Reich) (2010)
- Big Beautiful Dark and Scary (2012)
- Shelter (Ensemble Signal) (2013)
- Field Recordings (2015)